# Arturo Álvarez-Buylla Roces
Arturo Álvarez-Buylla Roces (Ciutat de Mèxic, 1958) és un neurobiòleg mexicà.

## Biografia
Va néixer el 1958 a Ciutat de Mèxic, capital de Mèxic, en una família d'ascendència asturiana, fill del científic Ramón Álvarez-Buylla i net d'Arturo Álvarez-Buylla Godino, pioner de l'aviació espanyola, i del polític Wenceslao Roces.

## Trajectòria professional
Professor d'anatomia i neurocirurgia de la Universitat de Califòrnia-San Francisco, i especialista en neurogènesi del cervell, el 2011 fou guardonat amb el Premi Príncep d'Astúries d'Investigació Científica i Tècnica, juntament amb Giacomo Rizzolatti i Joseph Altman, per les seves investigacions en el desenvolupament de les cèl·lules nervioses del cervell dels adults.